# Christina Stürmer/Diskografie
Diese Diskografie ist eine Übersicht über die musikalischen Werke der österreichischen Pop-Rock-Sängerin Christina Stürmer und ihrer Pseudonyme wie Christina. Den Schallplattenauszeichnungen zufolge hat sie bisher mehr als 1,9 Millionen Tonträger verkauft, davon alleine in ihrer Heimat über 540.000. Ihre erfolgreichste Veröffentlichung ist die Kompilation Schwarz Weiß mit über 420.000 verkauften Einheiten.

## Alben

### Studioalben
| Jahr | Titel Musiklabel                           | Höchstplatzierung, Gesamtwochen, AuszeichnungChartplatzierungen (Jahr, Titel, Musiklabel, Platzierungen, Wochen, Auszeichnungen, Anmerkungen) | Höchstplatzierung, Gesamtwochen, AuszeichnungChartplatzierungen (Jahr, Titel, Musiklabel, Platzierungen, Wochen, Auszeichnungen, Anmerkungen) | Höchstplatzierung, Gesamtwochen, AuszeichnungChartplatzierungen (Jahr, Titel, Musiklabel, Platzierungen, Wochen, Auszeichnungen, Anmerkungen) | Anmerkungen                                                            |
| Jahr | Titel Musiklabel                           | DE | AT | CH | Anmerkungen                                                            |
| ---- | ------------------------------------------ | --- | --- | --- | ---------------------------------------------------------------------- |
| 2003 | Freier Fall Amadeo (UMG)                   | — | AT1 ×4Vierfachplatin · (77 Wo.)AT | — | Erstveröffentlichung: 16. Juni 2003 Verkäufe: + 120.000; als Christina |
| 2004 | Soll das wirklich alles sein? Amadeo (UMG) | — | AT1 ×3Dreifachplatin · (64 Wo.)AT | — | Erstveröffentlichung: 8. Juni 2004 Verkäufe: + 90.000                  |
| 2006 | Lebe lauter Polydor (UMG)                  | DE1 ×3Dreifachgold · (53 Wo.)DE | AT1 ×2Doppelplatin · (61 Wo.)AT | CH6 Gold · (43 Wo.)CH | Erstveröffentlichung: 15. September 2006 Verkäufe: + 375.000           |
| 2009 | In dieser Stadt Polydor (UMG)              | DE6 (16 Wo.)DE | AT1 (23 Wo.)AT | CH8 (13 Wo.)CH | Erstveröffentlichung: 10. April 2009                                   |
| 2010 | Nahaufnahme Polydor (UMG)                  | DE7 (10 Wo.)DE | AT2 Platin · (16 Wo.)AT | CH12 (6 Wo.)CH | Erstveröffentlichung: 24. September 2010 Verkäufe: + 20.000            |
| 2013 | Ich hör auf mein Herz Polydor (UMG)        | DE4 Gold · (30 Wo.)DE | AT1 Platin · (13 Wo.)AT | CH20 (6 Wo.)CH | Erstveröffentlichung: 19. April 2013 Verkäufe: + 115.000               |
| 2016 | Seite an Seite Polydor (UMG)               | DE2 (24 Wo.)DE | AT1 Gold · (24 Wo.)AT | CH12 (6 Wo.)CH | Erstveröffentlichung: 22. April 2016 Verkäufe: + 7.500                 |
| 2018 | Überall zu Hause Polydor (UMG)             | DE7 (6 Wo.)DE | AT1 (15 Wo.)AT | CH21 (3 Wo.)CH | Erstveröffentlichung: 21. September 2018                               |

### Livealben
| Jahr | Titel Musiklabel                                          | Höchstplatzierung, Gesamtwochen, AuszeichnungChartplatzierungen (Jahr, Titel, Musiklabel, Platzierungen, Wochen, Auszeichnungen, Anmerkungen) | Höchstplatzierung, Gesamtwochen, AuszeichnungChartplatzierungen (Jahr, Titel, Musiklabel, Platzierungen, Wochen, Auszeichnungen, Anmerkungen) | Höchstplatzierung, Gesamtwochen, AuszeichnungChartplatzierungen (Jahr, Titel, Musiklabel, Platzierungen, Wochen, Auszeichnungen, Anmerkungen) | Anmerkungen                                                                                        |
| Jahr | Titel Musiklabel                                          | DE | AT | CH | Anmerkungen                                                                                        |
| ---- | --------------------------------------------------------- | --- | --- | --- | -------------------------------------------------------------------------------------------------- |
| 2005 | Wirklich alles! – Live in der Wr. Stadthalle Amadeo (UMG) | — | AT3 Platin · (33 Wo.)AT | — | Erstveröffentlichung: 17. Mai 2005 Verkäufe: + 30.000                                              |
| 2007 | Lebe lauter – Live EP Polydor (UMG)                       | DE*DE | AT**AT | CH*CH | Erstveröffentlichung: 19. Oktober 2007 Verkäufe werden dem Studio-* bzw. Videoalbum** hinzuaddiert |
| 2024 | MTV Unplugged in Wien Sony Music (Sony)                   | DE6 (2 Wo.)DE | AT1 (8 Wo.)AT | CH20 (1 Wo.)CH | Erstveröffentlichung: 15. März 2024                                                                |

### Kompilationen
| Jahr | Titel Musiklabel              | Höchstplatzierung, Gesamtwochen, AuszeichnungChartplatzierungen (Jahr, Titel, Musiklabel, Platzierungen, Wochen, Auszeichnungen, Anmerkungen) | Höchstplatzierung, Gesamtwochen, AuszeichnungChartplatzierungen (Jahr, Titel, Musiklabel, Platzierungen, Wochen, Auszeichnungen, Anmerkungen) | Höchstplatzierung, Gesamtwochen, AuszeichnungChartplatzierungen (Jahr, Titel, Musiklabel, Platzierungen, Wochen, Auszeichnungen, Anmerkungen) | Anmerkungen                                            |
| Jahr | Titel Musiklabel              | DE | AT | CH | Anmerkungen                                            |
| ---- | ----------------------------- | --- | --- | --- | ------------------------------------------------------ |
| 2005 | Schwarz Weiß Polydor (UMG)    | DE3 ×2Doppelplatin · (57 Wo.)DE | — | CH12 Gold · (56 Wo.)CH | Erstveröffentlichung: 30. Mai 2005 Verkäufe: + 420.000 |
| 2008 | laut-Los Amadeo (UMG)         | DE9 (16 Wo.)DE | AT1 Platin · (25 Wo.)AT | CH13 (9 Wo.)CH | Erstveröffentlichung: 4. April 2008 Verkäufe: + 20.000 |
| 2015 | Gestern. Heute. Polydor (UMG) | DE8 Gold · (26 Wo.)DE | AT5 Platin · (34 Wo.)AT | CH14 (8 Wo.)CH | Erstveröffentlichung: 15. Mai 2015 Verkäufe: + 115.000 |

## Singles

### Als Leadmusikerin
| Jahr | Titel Album                                              | Höchstplatzierung, Gesamtwochen, AuszeichnungChartplatzierungen (Jahr, Titel, Album, Platzierungen, Wochen, Auszeichnungen, Anmerkungen) | Höchstplatzierung, Gesamtwochen, AuszeichnungChartplatzierungen (Jahr, Titel, Album, Platzierungen, Wochen, Auszeichnungen, Anmerkungen) | Höchstplatzierung, Gesamtwochen, AuszeichnungChartplatzierungen (Jahr, Titel, Album, Platzierungen, Wochen, Auszeichnungen, Anmerkungen) | Anmerkungen                                                | [↑]: gemeinsam behandelt mit vorhergehendem Eintrag; [←]: in beiden Charts platziert |
| Jahr | Titel Album                                              | DE | AT | CH | Anmerkungen                                                |                                                                                      |
| ---- | -------------------------------------------------------- | --- | --- | --- | ---------------------------------------------------------- | ------------------------------------------------------------------------------------ |
| 2003 | Ich lebe Freier Fall                                     | DE4 Gold · (18 Wo.)DE | AT1 Platin · (23 Wo.)AT | CH21 (29 Wo.)CH | Erstveröffentlichung: 24. März 2003 Verkäufe: + 30.000     |                                                                                      |
| 2003 | Ich lebe (2005) Schwarz Weiß[DE: ↑]                      | DE4 Gold · (18 Wo.)DE | AT26 (14 Wo.)AT[CH: ↑] | CH21 (29 Wo.)CH | Neuauflage: 25. April 2005 Verkäufe: + 150.000             |                                                                                      |
| 2003 | Geh nicht, wenn du kommst Freier Fall                    | — | AT5 (21 Wo.)AT | — | Erstveröffentlichung: 11. August 2003                      |                                                                                      |
| 2003 | Mama (Ana Ahabak) Freier Fall                            | DE11 (16 Wo.)DE | AT1 Platin · (28 Wo.)AT | CH33 (10 Wo.)CH | Erstveröffentlichung: 17. November 2003 Verkäufe: + 30.000 |                                                                                      |
| 2003 | Mama (Ana Ahabak) (2005) Schwarz Weiß[DE: ↑]             | DE11 (16 Wo.)DE | —[CH: ↑] | CH33 (10 Wo.)CH | Neuauflage: 4. November 2005                               |                                                                                      |
| 2004 | Vorbei Soll das wirklich alles sein?                     | DE83 (2 Wo.)DE | AT1 Gold · (20 Wo.)AT | — | Erstveröffentlichung: 3. Mai 2004 Verkäufe: + 15.000       |                                                                                      |
| 2004 | Bus durch London Soll das wirklich alles sein?           | — | AT5 (21 Wo.)AT | — | Erstveröffentlichung: 16. August 2004                      |                                                                                      |
| 2004 | Weißt du wohin wir gehen? Soll das wirklich alles sein?  | — | AT8 (22 Wo.)AT | — | Erstveröffentlichung: 8. November 2004                     |                                                                                      |
| 2005 | Liebt sie dich so wie ich? Soll das wirklich alles sein? | — | AT7 (26 Wo.)AT | — | Erstveröffentlichung: 21. Februar 2005                     |                                                                                      |
| 2005 | Engel fliegen einsam (2005) Schwarz Weiß                 | DE16 (17 Wo.)DE | AT10 (23 Wo.)AT | — | Erstveröffentlichung: 1. August 2005                       |                                                                                      |
| 2006 | Immer an euch geglaubt (2005) Schwarz Weiß               | DE46 (9 Wo.)DE | — | — | Erstveröffentlichung: 10. März 2006                        |                                                                                      |
| 2006 | Nie genug Lebe lauter                                    | DE15 (16 Wo.)DE | AT1 (26 Wo.)AT | CH35 (20 Wo.)CH | Erstveröffentlichung: 28. April 2006                       |                                                                                      |
| 2006 | Um bei dir zu sein / An Sommertagen Lebe lauter          | DE39 (5 Wo.)DE | AT1 Gold · (24 Wo.)AT | — | Erstveröffentlichung: 18. August 2006 Verkäufe: + 15.000   |                                                                                      |
| 2006 | Ohne dich Lebe lauter                                    | DE33 (9 Wo.)DE | AT8 (19 Wo.)AT | CH47 (2 Wo.)CH | Erstveröffentlichung: 1. Dezember 2006                     |                                                                                      |
| 2007 | Scherbenmeer Lebe lauter                                 | DE16 (9 Wo.)DE | AT6 (28 Wo.)AT | CH59 (5 Wo.)CH | Erstveröffentlichung: 2. März 2007                         |                                                                                      |
| 2007 | Augenblick am Tag Lebe lauter                            | — | AT29 (8 Wo.)AT | — | Erstveröffentlichung: 15. Juni 2007                        |                                                                                      |
| 2007 | Mitten unterm Jahr laut-Los                              | — | AT4 (26 Wo.)AT | — | Erstveröffentlichung: 16. November 2007                    |                                                                                      |
| 2007 | 4 Jahreszeiten (Live) Lebe lauter – Live                 | — | — | — | Erstveröffentlichung: 16. November 2007                    |                                                                                      |
| 2008 | Träume leben ewig laut-Los                               | DE40 (6 Wo.)DE | AT10 (12 Wo.)AT | — | Erstveröffentlichung: 28. März 2008                        |                                                                                      |
| 2008 | Fieber laut-Los                                          | DE11 (9 Wo.)DE | AT6 (9 Wo.)AT | CH92 (1 Wo.)CH | Erstveröffentlichung: 16. Mai 2008                         |                                                                                      |
| 2009 | Ist mir egal In dieser Stadt                             | DE28 (5 Wo.)DE | AT8 (8 Wo.)AT | — | Erstveröffentlichung: 27. März 2009                        |                                                                                      |
| 2009 | Mehr als perfekt In dieser Stadt                         | DE99 (1 Wo.)DE | AT23 (12 Wo.)AT | — | Erstveröffentlichung: 3. Juli 2009                         |                                                                                      |
| 2010 | Wir leben den Moment Nahaufnahme                         | DE30 (12 Wo.)DE | AT10 (8 Wo.)AT | CH52 (2 Wo.)CH | Erstveröffentlichung: 3. September 2010                    |                                                                                      |
| 2010 | Wenn die Welt untergeht Nahaufnahme                      | — | AT73 (2 Wo.)AT | — | Erstveröffentlichung: 26. November 2010                    |                                                                                      |
| 2013 | Millionen Lichter Ich hör auf mein Herz                  | DE23 Gold · (33 Wo.)DE | AT5 (13 Wo.)AT | CH61 (2 Wo.)CH | Erstveröffentlichung: 29. März 2013 Verkäufe: + 150.000    |                                                                                      |
| 2013 | Ich hör auf mein Herz                                    | DE97 (1 Wo.)DE | — | — | Erstveröffentlichung: 6. September 2013                    |                                                                                      |
| 2015 | Was wirklich bleibt Gestern. Heute.                      | DE26 (12 Wo.)DE | AT10 (13 Wo.)AT | CH40 (1 Wo.)CH | Erstveröffentlichung: 1. Mai 2015                          |                                                                                      |
| 2016 | Seite an Seite                                           | DE46 (9 Wo.)DE | AT9 (8 Wo.)AT | — | Erstveröffentlichung: 8. April 2016                        |                                                                                      |
| 2016 | Ein Teil von mir Seite an Seite                          | — | — | — | Erstveröffentlichung: 23. September 2016                   |                                                                                      |
| 2018 | In ein paar Jahren Überall zu Hause                      | — | — | — | Erstveröffentlichung: 10. August 2018                      |                                                                                      |
| 2018 | Du erinnerst mich an mein Herz Überall zu Hause          | — | — | — | Erstveröffentlichung: 6. Dezember 2018                     |                                                                                      |
| 2024 | Ein halbes Leben (Unplugged) MTV Unplugged in Wien       | — | — | — | Erstveröffentlichung: 19. Januar 2024                      |                                                                                      |
| 2024 | Keine Märchen (Unplugged) MTV Unplugged in Wien          | — | — | — | Erstveröffentlichung: 23. Februar 2024 feat. Deine Freunde |                                                                                      |

### Als Gastmusikerin
| Jahr | Titel Album                                                   | Höchstplatzierung, Gesamtwochen, AuszeichnungChartplatzierungen (Jahr, Titel, Album, Platzierungen, Wochen, Auszeichnungen, Anmerkungen) | Höchstplatzierung, Gesamtwochen, AuszeichnungChartplatzierungen (Jahr, Titel, Album, Platzierungen, Wochen, Auszeichnungen, Anmerkungen) | Höchstplatzierung, Gesamtwochen, AuszeichnungChartplatzierungen (Jahr, Titel, Album, Platzierungen, Wochen, Auszeichnungen, Anmerkungen) | Anmerkungen                                                                                           |
| Jahr | Titel Album                                                   | DE | AT | CH | Anmerkungen                                                                                           |
| --- | ------------------------------------------------------------- | --- | --- | --- | --- |
| 2002 | Stars in Your Eyes –                                          | — | AT3 Gold · (19 Wo.)AT | — | Erstveröffentlichung: 30. Dezember 2002 mit den Starmania Allstars; Verkäufe: + 20.000                |
| 2003 | Tomorrow’s Heroes –                                           | — | AT1 Platin · (17 Wo.)AT | — | Erstveröffentlichung: 24. Februar 2003 mit den Starmaniacs; Verkäufe: + 30.000                        |
| 2003 | Give Peace a Chance –                                         | — | AT8 (11 Wo.)AT | — | Erstveröffentlichung: 14. April 2003 mit den Starmania Allstars; Original: Plastic Ono Band           |
| 2003 | Alles und mehr –                                              | — | AT2 Gold · (20 Wo.)AT | — | Erstveröffentlichung: 10. Oktober 2003 mit den Starmania Allstars; Verkäufe: + 15.000                 |
| 2018 | (Ich wünsch dir) Sternstunden –                               | DE69 (2 Wo.)DE | — | — | Erstveröffentlichung: 23. November 2018 BAYERN 3 feat. Christina Stürmer & Münchner Rundfunkorchester |
| 2020 | Best of Us –                                                  | DE78 Gold · (8 Wo.)DE | — | — | Erstveröffentlichung: 25. Juni 2020 Verkäufe: + 200.000; als Teil von Wier                            |
| Folgende Lieder erschienen nicht als Single, wurden aber durch das Album zum Download und Streaming bereitgestellt und konnten somit eine Platzierung erlangen: |                                                               | | | | |
| |                                                               | | | | |
| 2015 | Auf uns Sing meinen Song – Das Tauschkonzert Vol. 2 (Sampler) | DE60 (1 Wo.)DE | AT56 (1 Wo.)AT | — | Charteinstieg: 12. Juni 2015 mit den Sing meinen Song Allstars; Original: Andreas Bourani             |

## Videoalben und Musikvideos

### Videoalben
| Jahr | Titel Musiklabel                                          | Höchstplatzierung, Gesamtwochen, AuszeichnungChartplatzierungen (Jahr, Titel, Musiklabel, Platzierungen, Wochen, Auszeichnungen, Anmerkungen) | Höchstplatzierung, Gesamtwochen, AuszeichnungChartplatzierungen (Jahr, Titel, Musiklabel, Platzierungen, Wochen, Auszeichnungen, Anmerkungen) | Höchstplatzierung, Gesamtwochen, AuszeichnungChartplatzierungen (Jahr, Titel, Musiklabel, Platzierungen, Wochen, Auszeichnungen, Anmerkungen) | Anmerkungen                                                                                          |
| Jahr | Titel Musiklabel                                          | DE | AT | CH | Anmerkungen                                                                                          |
| ---- | --------------------------------------------------------- | --- | --- | --- | --- |
| 2005 | Wirklich alles! – Live in der Wr. Stadthalle Amadeo (UMG) | — | AT1 Platin · (19 Wo.)AT | — | Erstveröffentlichung: 27. März 2005 Verkäufe: + 10.000                                               |
| 2005 | Schwarz Weiß Polydor (UMG)                                | DE*DE | — | CH*CH | Erstveröffentlichung: 9. Dezember 2005 Verkäufe werden Schwarz Weiß hinzuaddiert                     |
| 2007 | Lebe lauter – Live Polydor (UMG)                          | DE*DE | AT2 Gold · (4 Wo.)AT | CH*CH | Erstveröffentlichung: 19. Oktober 2007 Verkäufe: + 5.000; * Verkäufe werden Lebe lauter hinzuaddiert |

### Musikvideos
| Jahr | Titel                          | Regisseur(e)                |
| ---- | ------------------------------ | --------------------------- |
| 2003 | Ich lebe                       | Dennis Karsten              |
| 2003 | Geh nicht, wenn du kommst      |                             |
| 2003 | Mama (Ana Ahabak)              | Hinrich Pflug               |
| 2004 | Vorbei                         | Robert Bröllochs            |
| 2004 | Bus durch London               | Robert Bröllochs            |
| 2004 | Weißt du wohin wir gehen?      |                             |
| 2005 | Liebt sie dich so wie ich?     |                             |
| 2005 | Engel fliegen einsam           | Marcus Sternberg            |
| 2006 | Immer an euch geglaubt         | Markus Gerwinat             |
| 2006 | Nie genug                      | Marcus Sternberg            |
| 2006 | Um bei dir zu sein             | Christian Höllmüller        |
| 2006 | Ohne dich                      |                             |
| 2007 | Scherbenmeer                   |                             |
| 2007 | Augenblick am Tag              |                             |
| 2007 | Mitten unterm Jahr             |                             |
| 2008 | Träume leben ewig              |                             |
| 2008 | Fieber                         | Robert Bröllochs            |
| 2009 | Ist mir egal                   |                             |
| 2009 | Mehr als perfekt               |                             |
| 2010 | Wir leben den Moment           | Hinrich Pflug               |
| 2010 | Wenn die Welt untergeht        | Ramon Rigoni, Stefan Tauber |
| 2013 | Millionen Lichter              | Andreas Kiddes              |
| 2013 | Ich hör auf mein Herz          | Michael Mey                 |
| 2016 | Seite an Seite                 | Arrigo Reuss                |
| 2016 | Du fehlst hier                 |                             |
| 2018 | In ein paar Jahren             | Arrigo Reuss                |
| 2018 | Du erinnerst mich an mein Herz | Arrigo Reuss                |
| 2020 | Best of Us                     |                             |
| 2024 | Ein halbes Leben               |                             |

## Sonderveröffentlichungen

### Alben
| Jahr | Titel Musiklabel                                     | Anmerkungen |
| ---- | ---------------------------------------------------- | --- |
| 2005 | Schwarz Weiß Polydor (UMG)                           | Erstveröffentlichung: 25. November 2005 erweiterte Fassung mit Bonus-DVD; Verkäufe werden Schwarz Weiß hinzugefügt       |
| 2009 | In dieser Stadt (Deluxe Edition) Polydor (UMG)       | Erstveröffentlichung: 10. April 2009 erweiterte Fassung mit Bonus-DVD; Verkäufe werden In dieser Stadt hinzugefügt       |
| 2010 | Nahaufnahme (Deluxe Edition) Polydor (UMG)           | Erstveröffentlichung: 24. September 2010 erweiterte Fassung mit Bonus-DVD; Verkäufe werden Nahaufnahme hinzugefügt       |
| 2013 | Ich hör auf mein Herz (Deluxe Edition) Polydor (UMG) | Erstveröffentlichung: 19. April 2013 erweiterte Fassung mit Bonus-DVD; Verkäufe werden Ich hör auf mein Herz hinzugefügt |

### Lieder
| Jahr | Titel Album                                                  | Anmerkungen                                                        |
| ---- | ------------------------------------------------------------ | ------------------------------------------------------------------ |
| 2007 | Die Beste (Live) Pur & Friends auf Schalke 2007              | Erstveröffentlichung: 26. Oktober 2007 Pur feat. Christina Stürmer |
| 2007 | Drachen sollen fliegen (Live) Pur & Friends auf Schalke 2007 | Erstveröffentlichung: 26. Oktober 2007 Pur feat. Christina Stürmer |
| 2015 | Achtung Achtung (Deluxe Edition)                             | Erstveröffentlichung: 18. September 2015 Pur feat. Various Artists |

| Jahr | Titel Album                                                              | Anmerkungen                                                                                     |
| ---- | ------------------------------------------------------------------------ | ----------------------------------------------------------------------------------------------- |
| 2002 | Ain’t No Mountain Starmania – Best of Duets                              | Erstveröffentlichung: 14. März 2002 mit Niddl; Original: Marvin Gaye & Tammi Terrell            |
| 2002 | I Swear Starmania – Best of Duets                                        | Erstveröffentlichung: 14. März 2002 mit den Starmaniacs; Original: John Michael Montgomery      |
| 2002 | Let It Be Starmania – Best of Duets                                      | Erstveröffentlichung: 14. März 2002 mit den Starmaniacs; Original: The Beatles                  |
| 2002 | Mit dir Starmania – Best of Duets                                        | Erstveröffentlichung: 14. März 2002 mit Boris; Original: Freundeskreis mit Joy Denalane         |
| 2002 | My Heart Will Go On Starmania – Best of Duets                            | Erstveröffentlichung: 14. März 2002 mit den Starmaniacs; Original: Céline Dion                  |
| 2002 | One Moment in Time Starmania – Best of Duets                             | Erstveröffentlichung: 14. März 2002 mit den Starmaniacs; Original: Whitney Houston              |
| 2002 | That’s What Friends Are For Starmania – Best of Duets                    | Erstveröffentlichung: 14. März 2002 mit den Starmaniacs; Original: Rod Stewart                  |
| 2002 | The Look Starmania – Best of Duets                                       | Erstveröffentlichung: 14. März 2002 mit Michael; Original: Roxette                              |
| 2002 | We Are the Champions Starmania – Best of Duets                           | Erstveröffentlichung: 14. März 2002 mit den Starmaniacs; Original: Queen                        |
| 2003 | Hot Stuff Starmania – Best of Finals                                     | Erstveröffentlichung: 24. Februar 2003 Original: Donna Summer                                   |
| 2003 | Piece of My Heart Starmania – Best of Finals                             | Erstveröffentlichung: 24. Februar 2003 Original: Erma Franklin                                  |
| 2003 | Engel fliegen einsam Starmania – New Songs                               | Erstveröffentlichung: 31. März 2003                                                             |
| 2005 | Deine Hilfe wird gebraucht Austria for Asia – Deine Hilfe wird gebraucht | Erstveröffentlichung: 24. Januar 2005 als Teil von Austria for Asia                             |
| 2005 | Bis ans Ende der Welt Familienalbum II                                   | Erstveröffentlichung: 14. Oktober 2005 Original: Rio Reiser                                     |
| 2006 | Kinder an die Macht Come Together – A Tribute to Bravo                   | Erstveröffentlichung: 29. September 2006 Original: Herbert Grönemeyer                           |
| 2014 | Griechischer Wein Mitten im Leben – Das Tribute-Album                    | Erstveröffentlichung: 17. Oktober 2014 Original: Udo Jürgens                                    |
| 2015 | Alles nur geklaut Sing meinen Song – Das Tauschkonzert Vol. 2            | Erstveröffentlichung: 5. Juni 2015 Original: Die Prinzen                                        |
| 2015 | Auf uns Sing meinen Song – Das Tauschkonzert Vol. 2                      | Erstveröffentlichung: 5. Juni 2015 mit den Sing meinen Song Allstars; Original: Andreas Bourani |
| 2015 | Mon Amour Sing meinen Song – Das Tauschkonzert Vol. 2                    | Erstveröffentlichung: 5. Juni 2015 Original: Daniel Wirtz                                       |
| 2015 | Pendel Sing meinen Song – Das Tauschkonzert Vol. 2                       | Erstveröffentlichung: 5. Juni 2015 Original: Yvonne Catterfeld                                  |
| 2015 | Volle Kraft voraus Sing meinen Song – Das Tauschkonzert Vol. 2           | Erstveröffentlichung: 5. Juni 2015 Original: Söhne Mannheims                                    |
| 2015 | Merry Xmas Everybody Sing meinen Song – Das Weihnachtskonzert Vol. 2     | Erstveröffentlichung: 4. Dezember 2015 Original: Slade                                          |
| 2015 | Weihnacht is neama weit Sing meinen Song – Das Weihnachtskonzert Vol. 2  | Erstveröffentlichung: 4. Dezember 2015 Original: Ausseer Hardbradler                            |

## Promoveröffentlichungen
| Jahr | Titel Album                                                           | Anmerkungen                                                  |
| ---- | --------------------------------------------------------------------- | ------------------------------------------------------------ |
| 2007 | Revolution (Live) –                                                   | Erstveröffentlichung: 19. Oktober 2007                       |
| 2009 | Ein Leben lang In dieser Stadt                                        | Erstveröffentlichung: 11. September 2009                     |
| 2013 | Wieviel wiegt ein Herzschlag Ich hör auf mein Herz                    | Erstveröffentlichung: 5. April 2013                          |
| 2013 | Selbe Wellenlänge Ich hör auf mein Herz                               | Erstveröffentlichung: 12. April 2013                         |
| 2015 | Wieder am Leben Sing meinen Song – Das Tauschkonzert Vol. 2 (Sampler) | Erstveröffentlichung: 26. Mai 2015 Original: Andreas Bourani |
| 2015 | Mon Amour Sing meinen Song – Das Tauschkonzert Vol. 2 (Sampler)       | Erstveröffentlichung: 23. Juni 2015 Original: Daniel Wirtz   |
| 2017 | Du fehlst hier Seite an Seite                                         | Erstveröffentlichung: 1. Februar 2017                        |

## Statistik

### Chartauswertung
|                     | DE     | AT     | CH     |
| ------------------- | ------ | ------ | ------ |
| Nummer-eins-Alben   | DE1DE  | AT9AT  | CH—CH  |
| Top-10-Alben        | DE10DE | AT11AT | CH6CH  |
| Alben in den Charts | DE10DE | AT11AT | CH10CH |

|                       | DE     | AT     | CH    |
| --------------------- | ------ | ------ | ----- |
| Nummer-eins-Singles   | DE—DE  | AT6AT  | CH—CH |
| Top-10-Singles        | DE1DE  | AT24AT | CH—CH |
| Singles in den Charts | DE21DE | AT28AT | CH9CH |

### Auszeichnungen für Musikverkäufe
Anmerkung: Auszeichnungen in Ländern aus den Charttabellen bzw. Chartboxen sind in ebendiesen zu finden.
| Land/RegionAuszeichnungen für Musikverkäufe (Land/Region, Auszeichnungen, Verkäufe, Quellen) | Gold       | Platin       | Verkäufe  | Quellen           |
| -------------------------------------------------------------------------------------------- | ---------- | ------------ | --------- | ----------------- |
| Deutschland (BVMI)                                                                           | 6× Gold6   | 3× Platin3   | 1.400.000 | musikindustrie.de |
| Österreich (IFPI)                                                                            | 6× Gold6   | 18× Platin18 | 547.500   | ifpi.at           |
| Schweiz (IFPI)                                                                               | 2× Gold2   | —            | 35.000    | hitparade.ch      |
| Insgesamt                                                                                    | 14× Gold14 | 21× Platin21 |           |                   |